# Farewell to the Shade
Farewell to the Shade è il quarto album di inediti del gruppo musicale inglese And Also the Trees, pubblicato nel 1989.

## Tracce
1. Prince Rupert – 4:37
2. Macbeth's head – 4:08
3. The Nobody Inn – 0:45
4. Belief in the rose – 4:08
5. The street organ – 3:57
6. Lady d'Arbanville – 4:24 – (cover dell'omonimo brano di Cat Stevens)
7. Misfortunes – 4:15
8. The pear tree – 3:38
9. Ill omen – 3:51
10. The horse fair – 3:34
11. The harp – 4:02 – (CD bonus track)
12. Anchor yard – 4:03 – (CD bonus track)